# Selenografische Koordinaten

Geo- bzw. selenografische Koordinaten auf der Kugel. Am Mond wird für die Breite meist β statt φ geschrieben.

Positionen am Erdmond werden durch die Koordinaten selenografische Breite und selenografische Länge angegeben. In der Art ihrer Definition entsprechen sie der geografischen Breite und Länge auf der Erde.
Die Bezeichnung Selenografie entspricht dem Wort Geografie (Erdbeschreibung) und setzt sich zusammen aus den griechischen Wörtern für Mond (Σελήνη, Selene) und zeichnen / beschreiben (γραφειν, grafeïn). Sie wurde vor allem durch die Arbeiten der Mondforscher Hieronymus Schröter (Hauptwerk Selenotopographische Fragmente, 1790) und Johann Heinrich von Mädler (1794–1874, erster Mondatlas) in die Astronomie eingeführt. 

## Selenografische Breite
Die selenografische Breite {\displaystyle \beta } (bzw. seltener {\displaystyle \varphi }) bezieht sich auf den Mondäquator – d. h. die zur Rotationsachse senkrechte Ebene, die den Mond in annähernd zwei gleiche Hälften teilt. Die Rotationspole haben die Breite +90° (Nordpol) und −90° (Südpol).

## Selenografische Länge
Die selenografische Länge {\displaystyle \lambda } bezieht sich auf einen Nullmeridian, der im Gegensatz zum Greenwich-Meridian der Erdkunde nicht willkürlich festgesetzt ist, sondern sich auf die mittlere Stellung des Systems Erde-Mond bezieht:
Der selenografische Nullmeridian schneidet den Mondäquator in der Mondmitte, jenem Punkt, der im Mittel eines 18½-jährigen Zeitraums zum Erdmittelpunkt weist. Die Notwendigkeit dieser Definition ergibt sich aus der Libration, dem scheinbaren, monatlichen „Wackeln“ des Mondes bezüglich der Erde, das mit seiner Ellipsenbahn um die Erde zusammenhängt. Die Mondbahn verschiebt sich außerdem in einem Zeitraum von etwa 18½ Jahren im Raum, sodass erst die genaue Mittelung über diesen Zeitraum die Basis des selenografischen Koordinatensystems sein kann.

## Besonderheiten
Eine zweite Besonderheit der selenografischen gegenüber den geografischen Koordinaten liegt im Unterschied zwischen der Mond- und der Erdfigur. Letztere ist annähernd ein Ellipsoid, während der Mond fast genau eine Kugel darstellt. Daher muss beim Mond nicht zwischen ellipsoidischer und (geo)zentrischer Breite unterschieden werden, sondern eine auf die mittlere Mondkugel bezogene Breite reicht als Koordinatenangabe aus.
Dessen ungeachtet ist eine kleine Abweichung des Mondzentrums von seinem Schwerpunkt zu berücksichtigen, die 1,8 km ausmacht und mit seiner Bahn und den Erdgezeiten („gebundene Rotation“) zusammenhängt. Während sich die selenografischen Koordinaten auf den Mittelpunkt der Mondkugel beziehen, ist für das Schwerefeld der Massenschwerpunkt relevant, der näher in Richtung Erde liegt.